# Mary T. Meagher
Mary T. Meagher (Louisville (Kentucky), 27 oktober 1964) is een Amerikaanse zwemster.

## Biografie
Meagher verbeterde wereldrecord op de 100m vlinderslag het van de Oost-Duitse Andrea Pollack in twee stappen in totaal met 1,5 seconden. Haar wereldrecord uit 1981 bleef achttien jaar staan totdat het verbeterd werd door haar landgenote Jenny Thompson.
Op de 200m vlinderslag nam Meagher in 1979 het wereldrecord over van haar landgenote Tracy Caulkins en verbeterde het met bijna vier seconden in vijf stappen. In mei 2000 verbeterde de Australische Susie O'Neill haar wereldrecord.
Als wereldrecordhouder op de 100m en 200m vlinderslag kon Meagher niet deelnemen aan de Olympische Zomerspelen van 1980 omdat president Jimmy Carter deelname van Amerikaanse sporters verbood.
In 1982 werd Meagher wereldkampioen op de 100m vlinderslag
Meagher won tijdens de Olympische Zomerspelen van 1984 in eigen land de de gouden medaille op de 100m en 200m vlinderslag en op de 4×100 meter wisselslag.
Tijdens de Wereldkampioenschappen zwemmen 1986 won de gouden medaille op de 200m vlinderslag en twee zilveren en één bronzen medaille.
Op de Olympische Zomerspelen van 1988 won Meagher de bronzen medaille op de 200m vlinderslag en de zilveren medaille op de 4×100 meter wisselslag, Meagher alleen in actie in de series.

## Internationale toernooien
| Jaar | OS                                                                                        | WK | Pan-pac                             | P-AS             |
| ---- | ----------------------------------------------------------------------------------------- | --- | ----------------------------------- | ---------------- |
| 1979 |                                                                                           | |                                     | 200m vlinderslag |
| 1980 | Amerikaanse boycot                                                                        | |                                     |                  |
| 1981 |                                                                                           | |                                     |                  |
| 1982 |                                                                                           | 100m vlinderslag · 200m vlinderslag · 4×100m wisselslag                                                            |                                     |                  |
| 1983 |                                                                                           | |                                     |                  |
| 1984 | 100m vlinderslag · 200m vlinderslag · 4×100m wisselslag                                   | |                                     |                  |
| 1985 |                                                                                           | | 100m vlinderslag · 200m vlinderslag |                  |
| 1986 |                                                                                           | 6e 100m vrije slag · 200m vrije slag · 100m vlinderslag · 200m vlinderslag · 4×100m vrije slag · 4×100m wisselslag |                                     |                  |
| 1987 |                                                                                           | |                                     |                  |
| 1988 | 7e 100m vlinderslag · 200m vlinderslag · 4x100m vrije slag · Meagher zwom enkel de series | |                                     |                  |

1956: Shelley Mann ·
1960: Carolyn Schuler ·
1964: Sharon Stouder ·
1968: Lyn McClements ·
1972: Mayumi Aoki ·
1976: Kornelia Ender ·
1980: Caren Metschuck ·
1984: Mary T. Meagher ·
1988: Kristin Otto ·
1992: Qian Hong ·
1996: Amy Van Dyken ·
2000: Inge de Bruijn ·
2004: Petria Thomas ·
2008: Libby Trickett ·
2012: Dana Vollmer ·
2016: Sarah Sjöström ·
2020: Margaret MacNeil · 
2024: Torri Huske
1968: Ada Kok ·
1972: Karen Moe ·
1976: Andrea Pollack ·
1980: Ines Geißler ·
1984: Mary T. Meagher ·
1988: Kathleen Nord ·
1992: Summer Sanders ·
1996: Susie O'Neill ·
2000: Misty Hyman ·
2004: Otylia Jędrzejczak ·
2008: Liu Zige ·
2012: Jiao Liuyang ·
2016: Mireia Belmonte ·
2020: Zhang Yufei ·
2024: Summer McIntosh
1960: Burke, Kempner, Schuler, von Saltza ·
1964: Ferguson, Goyette, Stouder, Ellis ·
1968: Hall, Ball, Daniel, Pedersen ·
1972: Belote, Carr, Deardurff, Neilson ·
1976: Richter, Anke, Pollack, Ender ·
1980: Reinisch, Geweniger, Pollack, Metschuck ·
1984: Andrews, Caulkins, Meagher, Hogshead ·
1988: Otto, Hörner, Weigang, Meißner ·
1992: Loveless, Nall, Ahmann-Leighton, Thompson ·
1996: Botsford, Beard, Martino, Van Dyken ·
2000: Bedford, Quann, Thompson, Torres ·
2004: Rooney, Jones, Thomas, Henry ·
2008: Seebohm, Jones, Schipper, Trickett ·
2012: Franklin, Soni, Vollmer, Schmitt ·
2016: Baker, King, Vollmer, Manuel ·
2020: K. McKeown, Hodges, E. McKeon, Campbell ·
2024: Smith, King, Walsh, Huske